# Хайнрих II фон Валдек
Хайнрих II фон Валдек или Хайнрих фон Шваленберг (на немски: Heinrich II von Waldeck; Heinrich von Schwalenberg; * пр. 1214; † пр. 1279 или пр. 1288) от фамилията на графовете на Шваленберг и Валдек, е приор в Шилдеше (1219 – 1282) и катедрален приор, каноник в Падерборн (1240 – 1275).

## Биография
Той е третият син на граф Хайнрих I фон Валдек и Шваленберг († 1214) и съпругата му Хезека фон Дасел († 1220), дъщеря на граф Лудолф II фон Дасел († 1167) и съпругата му фон Шварцфелд. Брат е на граф Фолквин IV фон Шваленберг († пр. 1255), граф Адолф I фон Валдек и Шваленберг († 1270) и Херман II, бенедиктинец.
Хайнрих II започва духовна кариера и е катедрален господар в Падерборн, от 1236 г. е пропст на манастир Шилдеше (днес в Билефелд). През 1247 г. той е катедрален пропст в Падерборн. Когато от 1254 г. епископ Симон е две години затворен заради конфликт с архиепископа на Кьолн, Хайнрих управлява епископството и манастира. През 1275 г. той е свален от службата му, понеже е обвинен в присвояване на пари от епископството, и става катедрален дехант. През 1278 г. той губи при избора за епископ на Падерборн. От 1279 г. той отново е катедрален пропст.